# حالم خوبه (آبی)
«حالم خوبه (آبی)» (به انگلیسی: I'm Good (Blue)) ترانه‌ای از دی‌جی و تهیه‌کنندهٔ فرانسوی دیوید گتا به‌همراهٔ خواننده-ترانه‌پرداز آمریکایی بی‌بی رکسا می‌باشد در سومین آلبوم استودیویی رکسا تحت عنوان بی‌بی (۲۰۲۳) قرار دارد. این ترانه توسط گتا و تیموفی رزنیکوف تهیه شده در نوشتن ترانه نیز علاوه بر خودشان، کمیل و پلستد نقش داشته‌اند. همچنین اعتبار ترانه‌سرایی به جفری جی، ماسیمو گابوتی و مائوریتسیو لوبینا نیز داده شده، چرا که این ترانه یک نسخهٔ بازسازی‌شده از تک‌آهنگ معروف گروه ایتالیایی ایفل ۶۵ به نام «آبی (دا با دی)»  که در سال ۱۹۹۸ منتشر شده، است. با وجود اینکه در سال ۲۰۱۷ روی این ترانه کار شده بود، هنرمندان در آن زمان قصدی برای انتشارش نداشتند. با این حال، بعد از وایرال شدن بخشی از آن در شبکه‌های اجتماعی، آن‌ها در سال ۲۰۲۲ تشویق شدند تا آهنگ را تکمیل کنند.